# San Marino RTV
 (juin 2025).
 (signalé en juin 2025).
Si vous disposez d'ouvrages ou d'articles de référence ou si vous connaissez des sites web de qualité traitant du thème abordé ici, merci de compléter l'article en donnant les références utiles à sa vérifiabilité et en les liant à la section « Notes et références ».
- Archive Wikiwix
- Bing
- Cairn
- DuckDuckGo
- E. Universalis
- Gallica
- Google
- G. Books
- G. News
- G. Scholar
- Persée
- Qwant
- (zh) Baidu
- (ru) Yandex
- (wd) trouver des œuvres sur Wikidata

RTV San Marino, ou Radio Televisione San Marino (litt. « Radio-télévision de Saint-Marin ») est la première chaîne de télévision publique de la république de Saint-Marin.

## Histoire de la chaîne
Le service de Radio-télévision de la république de Saint-Marin lance une chaîne de télévision expérimentale le 24 avril 1993. 
Le 28 février 1994, San Marino RTV lance son journal télévisé et une programmation de 10 heures du matin à 2 heures dans la nuit, et en juillet 1995, San Marino RTV adhère à l’UER.
À partir de l'année 2008, elle participe au Concours Eurovision de la chanson.

## Identité visuelle

### Logos

Logo de San Marino RTV de 28 février 1994 à 13 juin 2011
Logo actuel de San Marino RTV depuis 2013

## Organisation

### Dirigeants
Président :
- Stefano Valentino Piva : -2004
- Dennis Guerra : depuis 2004

Directeur général :
- Michele Mangiafico

Directeur de la rédaction :
- Sergio Barducci

### Capital
La chaîne de télévision San Marino RTV est détenue à 100 % par la San Marino RTV, concessionnaire public du service de Radio-Télévision de la République de Saint-Marin, né en août 1991. Son capital appartient à 50 % à Eras (Ente per la Radiodiffusione Sammarinese) et à 50 % à la Rai.

### Siège
Actuellement, le centre de Production et le siège administratif et directionnel de la chaîne sont hébergés dans le Kursaal, le Palais des Congrès de la République.

## Programmes
La programmation est généraliste avec de l’information, des films, des documentaires, des magazines sur les événements à caractère institutionnel, culturel et d'actualité de la République de Saint-Marin, comme la cérémonie d'investiture des capitaines-régents, les services spéciaux et les programmes d'approfondissement destinés à documenter les travaux du Grand Conseil Général, les cérémonies religieuses, les événements de musique classique et de théâtre. 
Une attention particulière est portée aux initiatives touristiques faisant la promotion de la République en matière de grands évènements consacrés à la culture, à la mode, au folklore et au sport.

### Information
- TG San Marino : le Télé-Journal de San Marino RTV. 7 éditions quotidiennes de 7h15 à 23h15.
- TG Ragazzi : : le Télé-Journal des jeunes présenté tous les jours à 17h par un présentateur virtuel.
- TG Comunità : le Télé-Journal des 24 communautés de Saint-Marinais résidant à l’étranger.
- Senza Parole : émission de 15 minutes diffusant les images brutes d’actualité des télévisions membres de l’UER sans commentaire. Le concept est intégralement calqué sur le No Comment d’Euronews : rendre la parole aux images.
- Forum in Aula : émission retransmettant les débats du Grand Conseil Général (parlement de la République) commentés en studio par Luca Salvatori et Myriam Simoncini avec des représentants des différents groupes politiques.
- Spazio Aperto Dossier : émission politique de débat autour de plusieurs invités présentée par Sergio Barducci chaque jeudi à 22h.
- A Domanda Risponde! : Sergio Barducci interroge les protagonistes de la vie institutionnelle, politique, économique et sociale saint-marinaise et italienne.
- Rubrichario : magazine religieux des associations diocésaines catholiques saint-marinaises.
- Viale Kennedy 13 : théâtre, art, musique, culture, histoire, découverte de la République et du territoire.

### Talk-shows
- Dritto&Rovescio : Talk-show sur les enfants et adolescents.

### Sport
- Domenica Sport : le magazine sportif dominical avec 45 minutes de résultats, classements et interviews.
- Fuorigioco : magazine consacré au football.
- Tele Stadio : émission présentée par Elia Gorini entièrement consacrée au championnat de football saint-marinais.